# Michael Zoll
Michael Zoll (* 28. September 1972) ist ein ehemaliger deutscher Fußballspieler.

## Sportlicher Werdegang
Zoll spielte in der Jugend bei Blau-Weiß Oppau, dem BSC Oppau und dem VfR Friesenheim. 1992 debütierte er für den SV Edenkoben unter Trainer Hans-Peter Briegel in der seinerzeit drittklassigen Oberliga Südwest als zeitweise Vertretung von Stammtorhüter Peter Auer, in dessen Schatten er ansonsten stand. Des Weiteren spielt er für den FSV Oggersheim, die TSG Pfeddersheim und den VfR Frankenthal im oberen Amateurbereich, ehe er über Südwest Ludwigshafen 1999 zum SV Waldhof Mannheim kam.
Unter Trainer Uwe Rapolder gehörte Zoll bei den Waldhofern zwar zum Profikader, war aber hinter Marius Todericiu und Stephan Straub nur dritter Torhüter. Zeitweise saß er in der 2. Bundesliga auf der Ersatzbank, ehe er am vorletzten Spieltag der Spielzeit 1999/2000 bei der 1:3-Heimnierlage gegen den SC Fortuna Köln im Profifußball debütierte. Anschließend rückte er wieder in den Hintergrund, da der Klub mit Achim Hollerieth im Sommer 2000 auch eine neue Nummer 1 verpflichtet hatte. Dieser sah jedoch im Spiel gegen den FC St. Pauli am zweiten Spieltag der folgenden Saison in der 60. Spielminute die Rote Karte, so dass Zoll für Stürmer László Klausz eingewechselt wurde. Bei der 0:5-Niederlage musste er den abschließenden Treffer von Marcel Rath hinnehmen. Im internen Duell um die Nummer 2 zog er jedoch gegen den ebenfalls neu verpflichteten Wassil Chamutouski den Kürzeren, so dass er zu keinen weiteren Einsatzminuten kam.
Im Sommer 2001 wechselte Zoll zum SSV Jahn Regensburg in die drittklassige Regionalliga Süd, wo er sich hinter Mit-Neuzugang Uwe Gospodarek einreihte und ohne Spielzeit blieb. Nächste Station war der saarländische Oberligist SC Halberg Brebach, den er nach nur einem halben Jahr in Richtung SV Weingarten verließ. Hier blieb er ebenso nur eine Halbserie. Ab Sommer 2004 spielte er drei Jahre erneut für den FSV Oggersheim, anschließend ließ er bei verschiedenen niederklassigen Amateurklubs die Karriere ausklingen.
Später war Zoll auch als Trainer im Amateurbereich tätig. 2017 schloss er sich als Trainerassistent dem TV Edigheim an.